# Finale du Championnat d'Europe de football 1960
La finale du championnat d'Europe de football 1960 voit s'affronter l'équipe d'URSS contre celle de Yougoslavie et les Soviétiques remportent la première édition de l'Euro sur un score de 2-1 après prolongation.

## Avant-finale
Quatre équipes qualifiées se retrouvent en France pour disputer le tournoi final de la première Coupe d'Europe des nations. En demi-finales, l'URSS élimine la Tchécoslovaquie et la Yougoslavie sort le pays hôte, la France.

## Finale

### Résumé du match
Cette finale est vue comme une opposition de style entre « l'élégance yougoslave » et le « physique soviétique ». Cette opposition est d'autant plus mise en relief à ce moment-ci que la notion du physique dans le football en est à ces prémices et que jusqu'alors, seule la notion de niveau technique apparaît comme une donnée importante pour remporter un match.
Les Yougoslaves dominent leurs adversaires tout au long du match et cela se concrétise par l'ouverture du score de Milan Galić à la 42e minute. Ce but entre dans les annales du football puisque c'est le dixième match consécutif où l'attaquant marque en sélection et ce record est toujours d'actualité à la fin de l'année 2012, toutes équipes nationales confondues[réf. souhaitée]. Si le gardien de but de l'URSS Lev Yachine est jugé impérial durant le match et qu'il permet à son équipe de ne s'être pris qu'un but en 90 minutes, son homologue yougoslave n'affiche pas le niveau habituel qui lui est reconnu et Slava Metreveli profite d'un tir relâché pour égaliser à la 49e minute.
Les deux nations se procurent ensuite chacune une occasion franche de mener 2-1 mais leur joueur manque le but tout fait. À la 87e minute, le soviétique Valentin Ivanov ne saisit pas sa chance et durant la prolongation Dražan Jerković voit le ballon passer sous sa semelle alors qu'il est à trois mètres des cages adverses. L'URSS parvient à inscrire un second but, celui de la victoire finale, à la 113e minute grâce à Viktor Ponedelnik.
L'Union soviétique remporte ainsi la première coupe d'Europe des nations et les commentaires d'après-match estiment que si l'URSS n'a pas pratiqué le plus beau football de la compétition, elle reste néanmoins celle qui a affiché le plus de motivation dans cette épreuve naissante.

### Feuille de match
| Titulaires : |  |
| |  |
| Lev Yachine Givi Chokheli Anatoli Maslyonkin Anatoly Krutikov Yuri Voinov Igor Netto Slava Metreveli Valentin Ivanov Viktor Ponedelnik Valentin Bubukin Mikhaïl Meskhi |  |
| Entraîneur : |  |
| G. Kachalin |  |

| Titulaires : |  |
| |  |
| Blagoja Vidinić Vladimir Durković Fahrudin Jusufi Ante Žanetić Jovan Miladinović Željko Perušić Željko Matuš Dražan Jerković Milan Galić Dragoslav Šekularac Bora Kostić |  |
| Entraîneur : |  |
| A. Tirnanic, L. Lovric et D. Nikolic |  |

| Titulaires : |  |
| |  |
| Lev Yachine Givi Chokheli Anatoli Maslyonkin Anatoly Krutikov Yuri Voinov Igor Netto Slava Metreveli Valentin Ivanov Viktor Ponedelnik Valentin Bubukin Mikhaïl Meskhi |  |
| Entraîneur : |  |
| G. Kachalin |  |

| Titulaires : |  |
| |  |
| Blagoja Vidinić Vladimir Durković Fahrudin Jusufi Ante Žanetić Jovan Miladinović Željko Perušić Željko Matuš Dražan Jerković Milan Galić Dragoslav Šekularac Bora Kostić |  |
| Entraîneur : |  |
| A. Tirnanic, L. Lovric et D. Nikolic |  |